# Edith Tiempo
Edith López Tiempo (22 de abril de 1919 - 21 de agosto de 2011) fue una poeta filipina en lengua inglesa. 

## Biografía
Esta poeta, novelista, profesora y crítica literaria, se caracteriza por su notable fusión de estilo y sustancia. Su uso del inglés ha sido marcado como descriptivo pero descargado de detalles escrupulosos.

## Obras
- The Tracks of Babylon and Other Poems.- Antología.
- Ther Charmer’s Box and Other Poems.- Antología.
- The Alien Corn.- Novela.
- The Native Coast.- Novela
- A Blade of Fern.- Novela.
- Abide, Joshua and Other Stories.- Cuentos.

Junto con su marido Edilberto K. Tiempo, fundaron y dirigieron la Silliman National Writers Workshop, donde se han formado algunos de los mejores poetas y escritores filipinos.